# Akysis manipurensis
Akysis manipurensis е вид лъчеперка от семейство Akysidae.

## Разпространение
Видът е разпространен в Индия (Манипур) и Мианмар.